# Ceracia armata
Ceracia armata là một loài ruồi trong họ Tachinidae.